# Сиваске
Сиваске (на украински: Сиваське) е селище от градски тип в Южна Украйна, Новотроицки район на Херсонска област. Основано е през 1816 година. Населението му е около 4945 души.